# 소유스-2
소유스-2는 2017년 현재 러시아 소유스의 신형 버전이다. 프로그레스사에서 생산한다. 원래 소유스 로켓은 에네르기아사에서 생산했다.
소유스와 소유스-1은 다르다. 소유스-1은 소유스-2 계열 중 하나로서, 현재는 소유스-2.1v라고 부른다. 소유스-2.1a, 소유스-2.1b는 소유스-2라고 부른다.

## 구성
소유스 로켓은 7가지 버전으로 꾸준하게 개량되어 왔다. 1966년 소유스 로켓, 1970년 소유스-L, 1971년 소유스-M, 1973년 소유스-U, 1982년 소유스-U2, 2001년 소유스-FG, 2006년 소유스-2. 그러나 기본적인 구성은 변함이 없었다. 길이 45미터, 무게 300톤, 진공추력 25톤의 RP-1 액체로켓 엔진 20개로 1단, 진공추력 30톤의 RP-1 액체로켓 엔진 1개로 2단을 구성한다. 최초 버전은 6.5톤의 위성을 발사할 수 있었고, 최신인 소유스-2는 7.8톤의 위성을 발사할 수 있다.

## 관련사항
소유스 2호 1a 버전은 2013년 4월 19일 19시(서울기준)에 카자흐스탄 바이코누르에서, 송호준씨가 직접 제작한 개인인공위성 '청계천'호를 싣고 발사되었다. 최신 소유스-2.1v은 2013년 12월 28일 최초 발사에 성공했다.
2.1b / STB:

## RD-0124
2006년 12월 27일 최초발사된 소유스 2.1b는 최신형 RD-0124 엔진을 2단으로 사용한다.
RD-1024는 구소련 시절 개발되어 대량 생산이 시작된 최초의 러시아제 엔진이며, 국제 위원회 심의를 통과한 최초의 러시아제 액체 로켓 엔진이다. 경제성에서 세계 기록을 갖고 있는 독창적인 제품으로, 제작기간만 15년 이상이 소요되었다.
이전의 RD-0110는 미국도 보유한 기술인 가스발생기 사이클 RP-1 엔진이다. RD-0124는 미국이 보유하지 못한 단계식 연소 사이클 RP-1 엔진이다. 매우 고효율이어서 경제성이 높다.
그러나 소유스 2.1b는, 1단은 여전히 가스발생기 사이클 RP-1 엔진을 사용한다. 1단과 2단을 모두 최첨단 단계식 연소 사이클 RP-1 엔진을 사용하는 것이 소유스-2.1v와 한국의 나로호로 유명한 앙가라 로켓이다.

## 같이 보기
- 소유스-2.1v
- 소유스 계획
- 중형 리프트 발사체